# Alrune
L'Alrune est une créature légendaire qu'auraient possédé les anciens Germains. Ce seraient des mandragores qui tiennent le destin des hommes en leur pouvoir (en allemand, Alraune signifie mandragore).

## Légende
Selon la légende, ceux qui possédaient une Alrune devaient l'habiller proprement, la coucher avec attention dans un petit coffret, la laver chaque semaine avec du vin et de l'eau, et lui donner à boire et à manger à chaque repas, sinon, au lieu d'annoncer l'avenir (plus ou moins intelligiblement), elle criait comme un enfant affamé.
Selon d'autres sources, l'Alrune serait un démon succube d'où serait issue la nation des Huns ; elles prendraient toutes sortes de formes, mais ne pourraient pas changer de sexe.